# Prasinocyma subobsoleta
Prasinocyma subobsoleta là một loài bướm đêm trong họ Geometridae.